# Wiesław Wolwowicz
Wiesław Jan Wolwowicz (ur. 6 kwietnia 1922 w Sanoku, zm. 15 stycznia 2014 w Londynie) – oficer Polskich Sił Zbrojnych, uczestnik walk na froncie zachodnim podczas II wojny światowej, pułkownik Wojska Polskiego. Działacz społeczny i polonijny w Wielkiej Brytanii.

## Życiorys
Urodził się w Sanoku. Jego ojciec Wiktor (1887–1971) był inżynierem kopalnictwa naftowego, a matka Tekla (1894–1981) nauczycielką. Miał brata Ryszarda (1921–2015, harcerz, instruktor ZHP, żołnierz ZWZ-AK, inżynier) i siostrę Alicję (1928-2025, harcerka, nauczycielka polonistka). W okresie II Rzeczypospolitej zamieszkiwał w Borysławiu. Do szkoły uczęszczał w Samborze. Był harcerzem. Po wybuchu II wojny światowej ochotniczo zgłosił się do kompanii strzeleckiej w rodzinnym Borysławiu, uczestnicząc w ochronie Polaków przed atakami Ukraińców. Po agresji ZSRR na Polskę usiłował przedostać się na Zachód w lutym 1940, lecz został aresztowany przez NKWD na granicy z Węgrami. Był osadzony w więzieniu we Lwowie, gdzie został skazany na karę pięciu lat pozbawienia wolności. W 1940 został przeniesiony do obozu w Starobielsku (gdzie przebywali jako jeńcy polscy oficerowie, późniejsze ofiary zbrodni katyńskiej), a później do łagru w Iwdielu (obwód swierdłowski na Uralu). Na mocy układu Sikorski-Majski z 30 lipca 1941 odzyskał wolność, po czym 25 września 1941 w Tockoje w formującym się 2 Korpusie Polskim w ramach Armii Polskiej w ZSRR gen. Władysława Andersa trafił do szeregów 6 Lwowskiej Dywizji Piechoty. W jej ramach od 11 października 1941 do 28 lutego 1942 służył w samodzielnym batalionie strzeleckim „Dzieci Lwowskich”. Od marca 1942 do lipca 1942 w Shahrisabz (Uzbekistan) przeszedł przeszkolenie dla podchorążych na kursie prowadzonym w szkole oficerów rezerwy. Później służył w 16 Lwowskim batalionie strzelców, od marca 1943 w 5 Kresowej Dywizji Piechoty i przeszedł szlak wojskowy przez Iran, Irak, Palestynę, Liban, Egipt, po czym trafił do Włoch. Od lutego 1944 w szeregach 16 Lwowskiego batalionu strzelców brał udział w kampanii włoskiej. Uczestniczył w walkach nad rzeką Sangro, bitwie o Monte Cassino (pełnił funkcję dowódcy oddziału szturmowego atakującego „wzgórze Widmo”; został wówczas po raz pierwszy ranny), bitwie o Ankonę oraz w Apeninach Emiliańskich, gdzie w październiku 1944 został po raz drugi ranny – w szczękę i płuco w trakcie zmagań pod Civitellą. Przebywał w szpitalu w Rzymie i Neapolu, a po jego opuszczeniu nadal walczył, w tym podczas zdobycia miejscowości Predappio oraz dalej na szlaku bojowym do Bolonii. W tym czasie w kwietniu 1945 został awansowany do stopnia podporucznika. Podczas bitwy o Bolonię 15 kwietnia 1945 po raz trzeci odniósł rany, w tym ponownie w szczękę.

Byliśmy sojusznikami, byliśmy sojusznikami Brytyjczyków, a po wojnie nie zostaliśmy nawet zaproszeni do wzięcia udziału w paradzie zwycięstwa. Byliśmy jak ludzie, którzy wykonali ciężką robotę, po czym staliśmy się nikomu niepotrzebni.

Po zakończeniu II wojny światowej zamieszkał w 1946 w Londynie. Wstąpił do Polskiego Korpusu Przysposobienia i Rozmieszczenia i służył w jego szeregach do 1947, po czym został zdemobilizowany z wojska. W późniejszym czasie był pracownikiem huty szkła, firmy produkującej izolacje, następnie przez dziesięć lat pracował jako asystent szefa działu finansowego w The Daily Telegraph.
Aktywnie funkcjonował w społeczności kombatantów. Był działaczem Stowarzyszenia Polskich Kombatantów. Pełnił funkcję prezesa Funduszu Pomocy Wdowom, Sierotom i Inwalidom 5 Kresowej Dywizji Piechoty, prezesa Zgromadzenia Kawalerów Orderu Wojennego Virtuti Militari, prezesa Funduszu Pomocy 5 Kresowej Dywizji Piechoty, prezesa Koła Oddziałowego 16 Lwowskiego Batalionu Strzelców, wiceprezesem Związku Żołnierzy 5 Kresowej Dywizji Piechoty. Udzielał się w życiu społecznym i polonijnym. Był członkiem rady Związku Polaków w Wielkiej Brytanii. Mimo sędziwego wieku aktywnie uczestniczył w rocznicowych spotkaniach kombatanckich i uroczystościach patriotycznych, także w Polsce.
15 kwietnia 2012, w rocznicę 90. urodzin Wiesława Wolwowicza p.o. kierownika Urzędu do Spraw Kombatantów i Osób Represjonowanych Jan Stanisław Ciechanowski wręczył jubilatowi pamiątkową szablę w ramach uroczystości w Ognisku Polskim w Londynie.

Wiele w życiu przeszedłem, dużo widziałem. Rozszarpane ciała, umierających kolegów, ludzkie dramaty. Natomiast ja zawsze miałem jakieś wewnętrzne przeświadczenie, że nic mi się nie stanie; wierzyłem, że moja matka, która była bardzo religijną osobą, wymodli dla mnie życie. Przeżyłem, ale czułem, że mam do spłacenia dług wdzięczności wobec rodzin tych, którzy polegli. Było dla mnie wielką satysfakcją, kiedy później, po wojnie, mogłem pomóc tym ludziom.

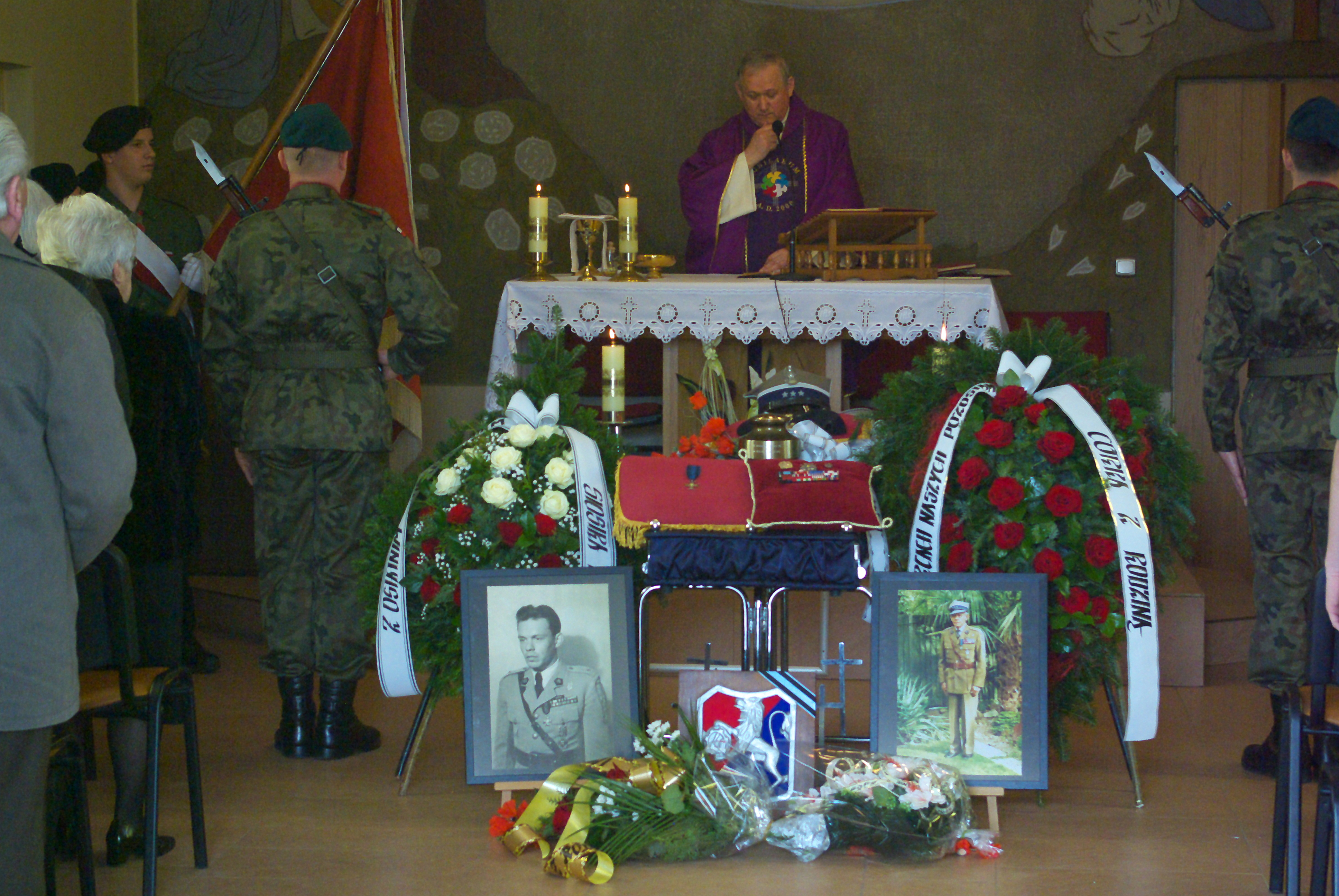
Msza św. pogrzebowa Wiesława Wolwowicza w Sanoku

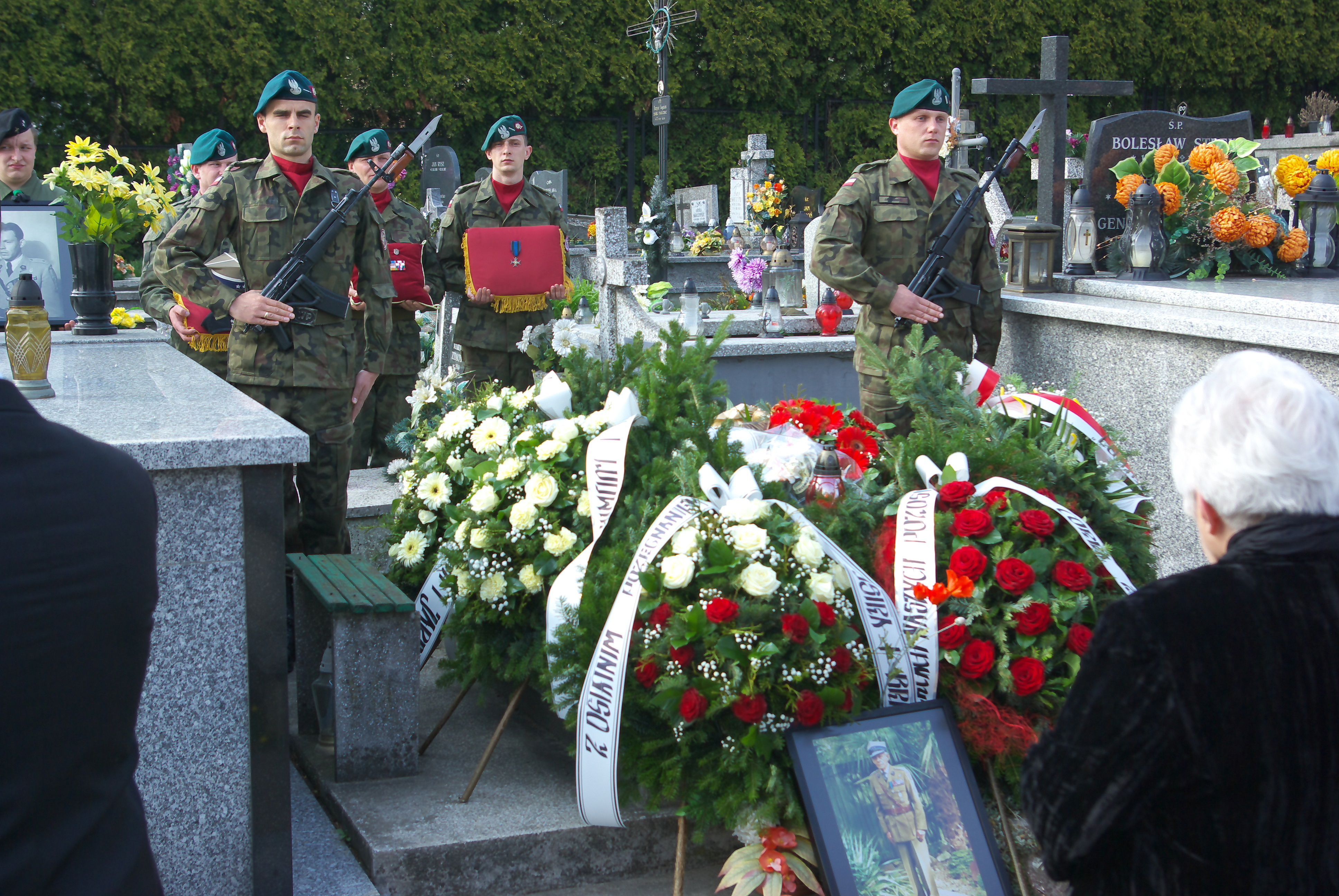
Żołnierska warta honorowa przy pochówku Wiesława Wolwowicza w Sanoku

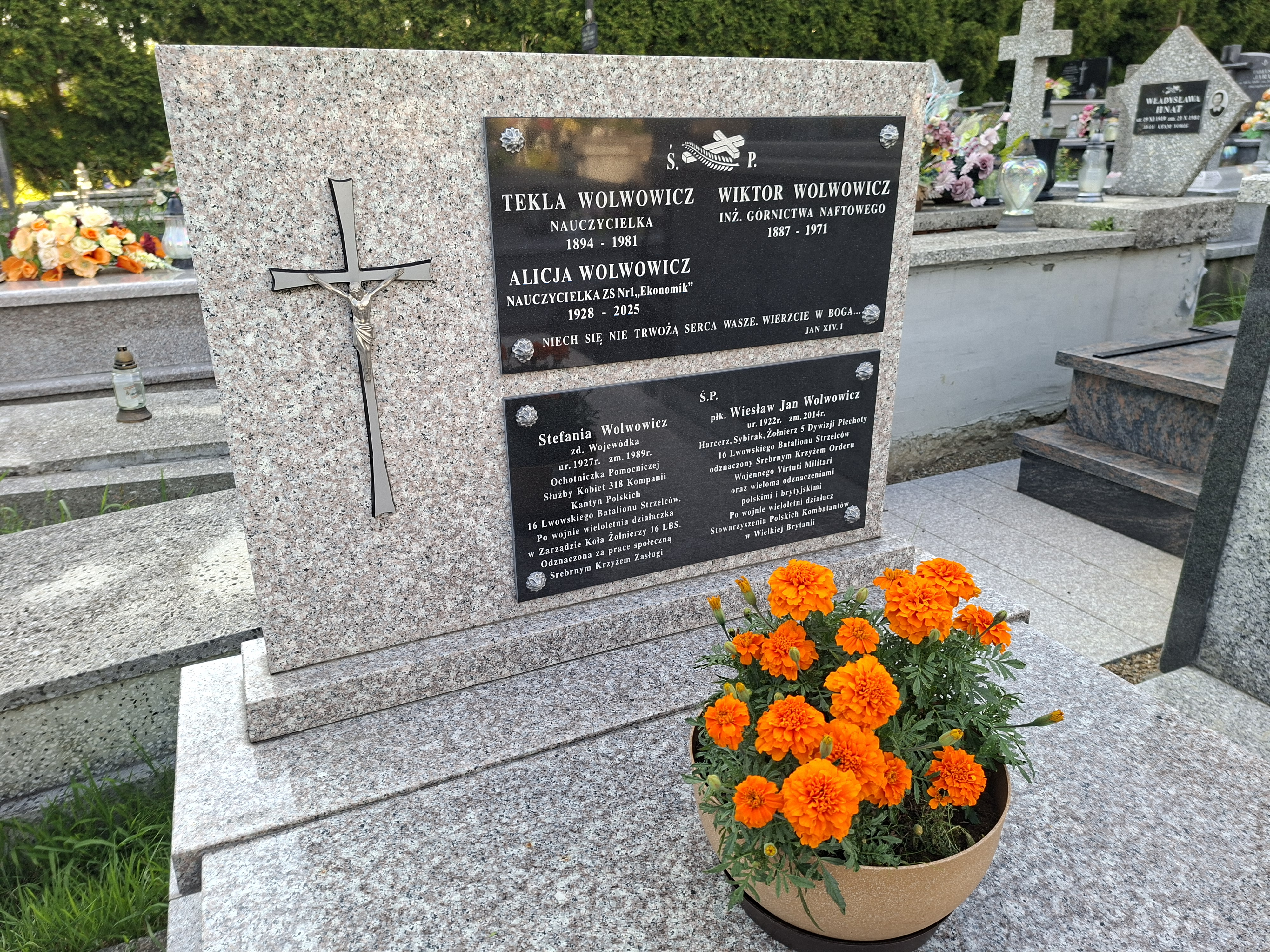
Grobowiec Wolwowiczów w Sanoku (2020)

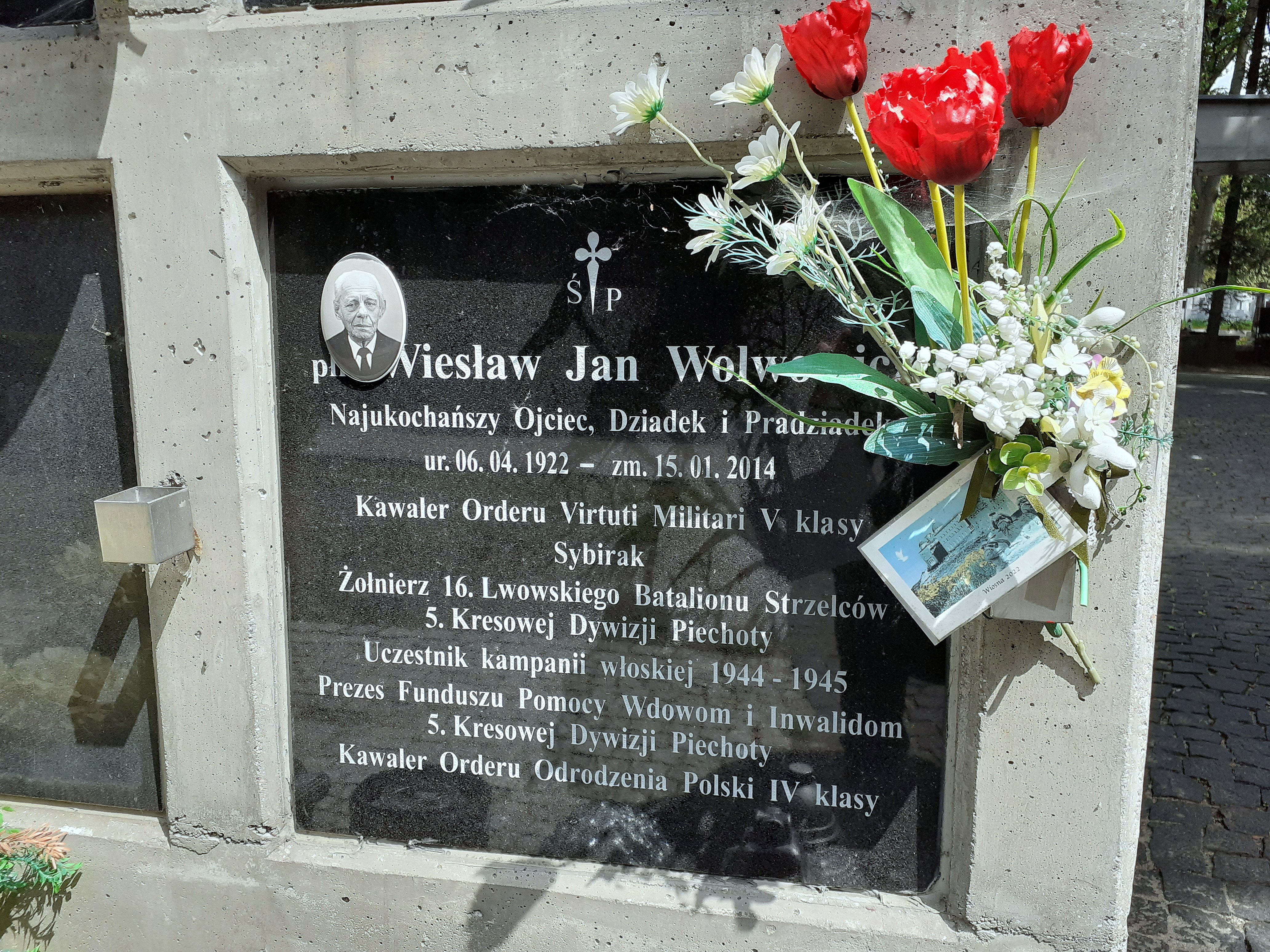
Miejsce pochówku na Wojskowych Powązkach w Warszawie (2023)

Wiesław Wolwowicz odwiedzał rodzinne miasto Sanok od połowy lat 60. XX wieku. Zmarł w wieku 91 lat w Londynie. 4 kwietnia 2014, po mszy pogrzebowej, którą odprawił o. Józef Madura z parafii Podwyższenia Krzyża Świętego i Matki Bożej Pocieszenia w Sanoku, część prochów Wiesława Wolwowicza zostało pochowanych w grobowcu rodziców na Cmentarzu Centralnym w Sanoku przy asyście i salwie honorowej 5 batalionu Strzelców Podhalańskich. Trzy dni później, 7 kwietnia 2014 po mszy świętej w katedrze polowej Wojska Polskiego w Warszawie jego prochy zostały pochowane na Cmentarzu Wojskowym na Powązkach w Warszawie (kwatera AB29 kol.-1-6).
Jego żoną była Stefania z domu Wojewódka (1927–1989, podczas wojny służyła w szeregach Pomocniczej Służby Kobiet), z którą miał syna Jerzego i córkę Jolantę.

## Awanse
- podporucznik – kwiecień 1945
- porucznik – rozkazem gen. broni Władysława Andersa 3 maja 1962 w Londynie
- kapitan – rozkazem gen. broni Władysława Andersa 11 listopada 1964 w Londynie
- major – zarządzeniem Prezydenta RP na Uchodźstwie Ryszarda Kaczorowskiego 10 listopada 1989 w Londynie
- podpułkownik – decyzją Ministra Obrony Narodowej Janusza Onyszkiewicza z 28 marca 2000
- pułkownik – decyzją Ministra Obrony Narodowej Bogdana Klicha z 16 maja 2008

## Odznaczenia
- Krzyż Srebrny Orderu Wojennego Virtuti Militari („za bohaterstwo w postaci zniszczenia mostu okazane podczas walk o Bolonię”)[20][21][22]
- Krzyż Oficerski Orderu Odrodzenia Polski (6 listopada 2006, „za wybitne zasługi dla niepodległości Rzeczypospolitej Polskiej, za rozwijanie polsko-brytyjskiej współpracy, za działalność społeczną, kombatancką i polonijną”)[20][21][23]
- Krzyż Kawalerski Orderu Zasługi Rzeczypospolitej Polskiej (14 stycznia 1999, „za wybitne zasługi w działalności polonijnej i kombatanckiej”)[20][21][24]
- Krzyż Walecznych[20][21]
- Złoty Krzyż Zasługi[20][21]
- Medal Wojska[20][21]
- Krzyż Pamiątkowy Monte Cassino[20][21]
- Krzyż Czynu Bojowego PSZZ
- Krzyż Kampanii Wrześniowej[20]
- Złota Odznaka Skarbu Narodowego RP[20][21]
- Medal „Pro Patria”[20][21]
- Medal „Pro Memoria”[20][21]
- Gwiazda 1939–1945 (Wielka Brytania)[21]
- Gwiazda Italii (Wielka Brytania)[20][21]
- Medal Obrony (Wielka Brytania)[20][21]
- Medal Wojny 1939–1945 (Wielka Brytania)[20]